# Izyda
Izyda (egip. Ȝs.t Aset, stgr. Ἶσις Isis) – w mitologii egipskiej bogini płodności, opiekunka rodzin i domowego ogniska, patronka małżeństwa i macierzyństwa. Najbardziej znana bogini egipska o charakterze antropomorficznym.

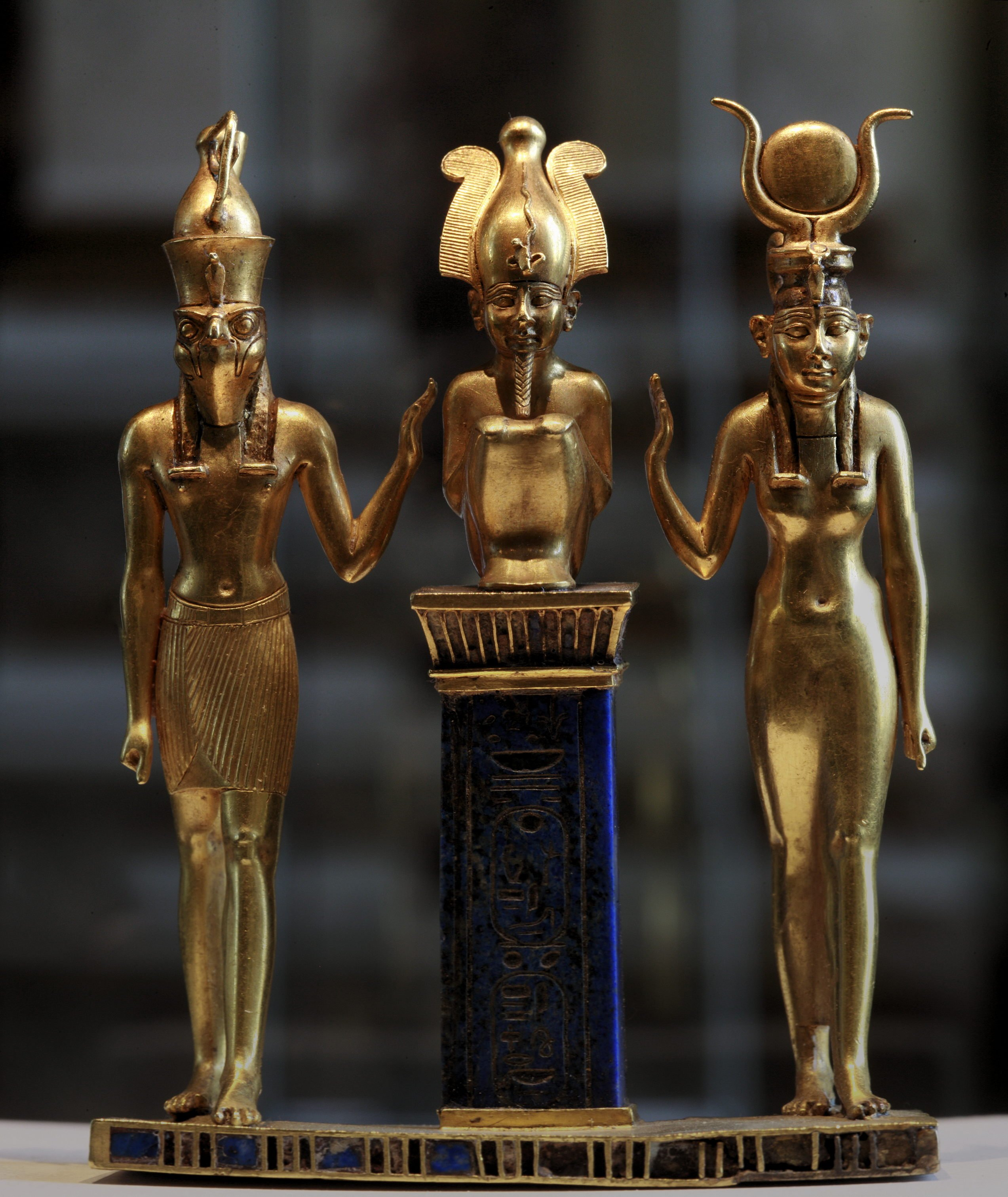
Rodzina Ozyrysa z Izydą (po prawej)

| st | t · H8 | B1 |

| st | t · H8 | B1 |

## Pochodzenie
Bogini o nieznanym w istocie pochodzeniu. Przypuszczalnie kult jej wywodził się z Iseum (egip. Pr-hbj.t, dzis. Behbet el-Hagar) – miasta w XII nomie Dolnego Egiptu. Imię, które przypuszczalnie oznacza „siedzisko” lub „tron”, symbolizuje znak noszony przez nią na głowie. Niewykluczone, iż pierwotnie stanowiła personifikację tronu władcy i poprzez specyficzny stosunek do faraona stała się symbolicznie jego matką. Kult bogini w epoce Starego Państwa poświadczony jest dopiero od czasów V dynastii, po ukształtowaniu i utrwaleniu mitu Ozyrysa, z którym ściśle był powiązany.

## W mitologii egipskiej
Występowała w dwóch cyklach mitów – solarnym i ozyriackim, jako córka bogini Nut i boga Geba, siostra Neftydy, Seta i Ozyrysa, a zarazem małżonka tego ostatniego. Kiedy Set zabił Ozyrysa, Izyda odnalazła jego poćwiartowane ciało i wraz z Neftydą przywróciła męża do życia. Była matką Horusa. Zaopiekowała się małym Anubisem (synem Seta i Neftydy), gdy Neftyda (żona Seta) porzuciła go z obawy przed mężem. Tradycyjnie przedstawiana jako wzór opiekuńczej matki i wiernej żony, źródło życia, wcielenie dobroci i obrończyni przed złem. Wraz z bratem i synem należała do naczelnej triady bóstw Egiptu.
Według innych źródeł była siostrą Horusa. W czasach Nowego Państwa Egipcjanie ściśle powiązali ją z Hathor, którą w późniejszej kosmogonii wyparła i zastąpiła w roli matki Horusa, przejmując też jej atrybuty (krowie rogi z tarczą słoneczną).
W cyklu solarnym występowała natomiast jako ziemska kobieta i potężna czarodziejka, obdarzona mocą boską. W wymyślny sposób uzyskała ją od Ra w zamian za uleczenie z jadowitego ukąszenia. Stąd czczono ją również jako „mistrzynię czarów”, chroniącą nie tylko swego syna, lecz i ludzkie dzieci przed wężami, drapieżnikami oraz innymi zagrożeniami.   
Jednym z jej wcieleń była bogini-karmicielka Renenutet, przez Greków nazywana Thermuthis. W świecie klasycznym była identyfikowana z innymi licznymi boginiami, m.in. z Demeter, Ateną, Selene, Afrodytą, Persefoną, Tetydą. W okresie rzymskim uważana za jedno z wcieleń Wielkiej Macierzy.
W sferze astralnej za jej duszę i zarazem niebiański symbol uważano gwiazdę Sothis (egip. Sopdet) – Syriusz, podobnie jak Orion miał być niebiańskim odbiciem Ozyrysa.
W sztuce Izyda z reguły występuje w ludzkiej postaci, nie posiadając żadnego symbolu zwierzęcego. Wielu badaczy uważa, że jej wyobrażenie z małym Horusem-Harpokratesem (Isis Lactans) wywarło wpływ na ukształtowanie tradycyjnego wizerunku Madonny z Dzieciątkiem w ikonografii chrześcijańskiej.

## Wsynkretyzmiehellenistycznym
Poddany inwazyjnym wpływom hellenizmu, kult ten przeszedł istotną transformację, wyrażającą się w przemieszaniu pierwotnych, rodzimych elementów z napływowymi greckimi. W tej nowej postaci faktycznie wprowadził spójniejszy system wierzeń związanych ze śmiercią, zmartwychwstaniem i życiem pozagrobowym. Zarazem pod wpływem hellenizacji prastara kultowość Izydy przyjęła nową formę, stając się typową religią misteryjną w stylu greckim.
Wskutek tego, po podboju Egiptu przez Aleksandra Macedońskiego kult Izydy w owej epoce uległ znacznemu przekształceniu, podczas gdy najważniejszą świątynią, w której ją czczono, stał się aleksandryjski Serapejon. W tej uwspółcześnionej wersji obok Izydy występował jej nowy towarzysz Serapis, a syn Horus zyskał nowe, greckie imię Harpokratesa. Świątynie poświęcone bogini otrzymywały odtąd dwie różne nazwy: albo Serapejon (od imienia jej partnera), albo Izydejon (od jej własnego imienia). Kobiety z dynastii Ptolemeuszy uznawały Izydę za swoją protektorkę. Małżonka Ptolomeusza II, Arsinoe, występowała publicznie jako żywe wcielenie bogini, nosząc symboliczne dla niej szaty i atrybuty. Naśladowała ją Kleopatra VII.

## Kult

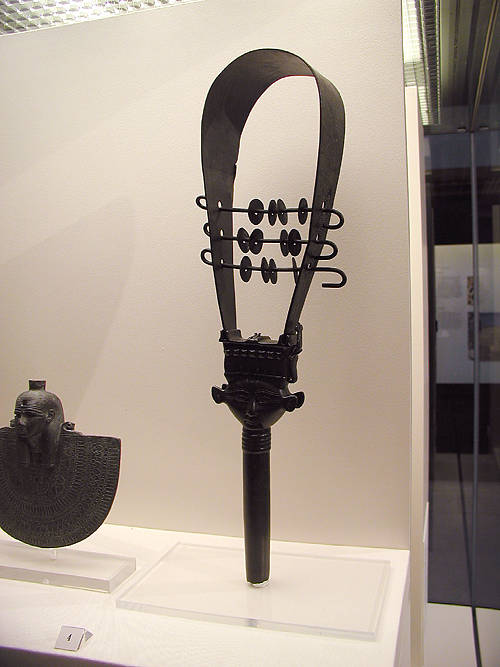
Typowe utensylia kultu Izydy: sistrum (z prawej) i kapłańska tarcza ozdobna, tzw. egida (po lewej)

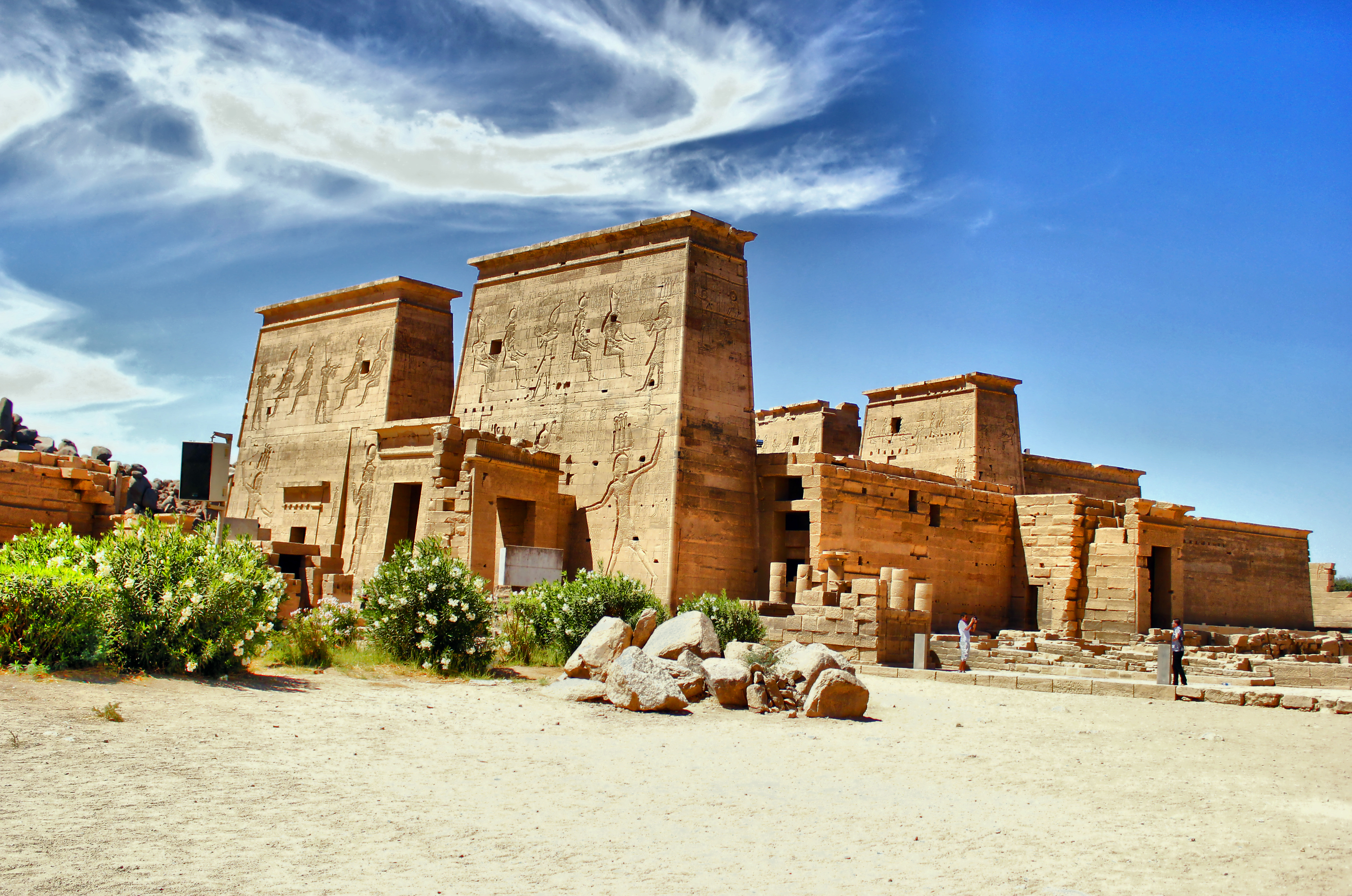
Pochodząca z okresu grecko-rzymskiego świątynia bogini (tzw. mammisi) na wyspie File

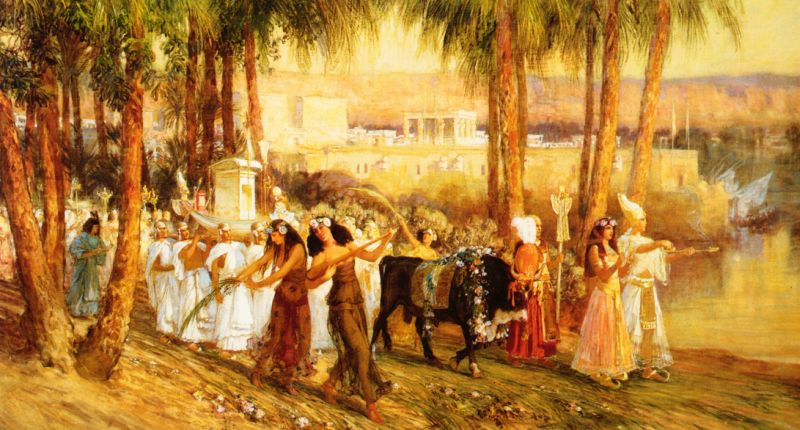
Procesja ku czci Izydy (mal. Frederick Bridgman, 1902)

### Główne ośrodki i jego zasięg
Najważniejsze ośrodki kultu poza Aleksandrią znajdowały się w Chem i Busiris w Delcie (Dolnym Egipcie), na nilowej wyspie File oraz w Abydos (Abdżu) i Koptos (Gebtu) w Górnym Egipcie. Ponadto w okresie hellenistyczno-rzymskim sławne było sanktuarium bogini Neith w Sais (Delta), którą utożsamiano tam z Izydą i Ateną.
W schyłkowym okresie kult zyskał większą popularność w latach rządów XXX dynastii, dzięki prowadzonej przez faraona Nektanebo polityce religijnej z towarzyszącym jej rozwojem budownictwa sakralnego. Świadectwem są ówczesne sanktuaria, m.in. odkryte w Behbet el-Hagar, a zwłaszcza w Pi-Hebet koło Sebennytos, zwane później przez Greków i Rzymian „izeum” (co przeniesiono na inne sanktuaria bogini).
Z ziem egipskich kult bogini rozprzestrzenił się we wszystkich koloniach greckich i w całym basenie Morza Śródziemnego – głównie w miastach nadmorskich, gdzie była ona czczona jako patronka marynarzy i kupców, z przydomkiem Pelagia, co znaczy „Morska”. W Aleksandrii szczególną cześć odbierała jako Izys Faria (z przydomkiem od latarni morskiej na wyspie Faros, wskazującej żeglarzom drogę do portu). W Grecji, w Koryncie stała się tak popularna, że zajęła miejsce naczelnego bóstwa miasta. W II wieku p.n.e. jej kult dotarł na Sycylię i do Italii. W Kampanii, w Puteoli – wówczas najważniejszym mieście portowym południa, powstał Serapejon, a w Herkulanum i Pompejach – Izydejony (zob. świątynia Izydy w Pompejach). Stąd kult bogini dotarł do Rzymu. Senat rzymski usiłował zapobiegać napływowemu kultowi, jednak zburzony w roku 48 p.n.e. ołtarz Izydy został odbudowany pięć lat później. Cesarz Kaligula na Polu Marsowym wybudował świątynię bogini, zwanej tam Izydą Polną (Isis Campensis). Jej wyznawcami byli także Domicjan i Kommodus. Kolejny okazały Serapejon powstał w II wieku w cesarskiej rezydencji Villa Hadriana (dzis. Tivoli).
Na północy Italii głównym centrum kultu była Akwileja, sięgał on jednak we wschodnich prowincjach cesarstwa aż po Panonię (tj. Węgry), a na zachodzie po Hiszpanię i francuską Bretanię. Na obszarze Niemiec wspólne sanktuarium Izydy i Wielkiej Macierzy (Kybele) odkryto w Moguncji, we Francji ślad tego kultu pozostał np. w nazwie miejscowości Izieux. W basenie śródziemnomorskim świątynie bogini umiejscowiono nie tylko w Libii, Tunezji, Libanie i Turcji, lecz także w Sudanie i Jordanii. Kult Izydy z pewnością przetrwał aż do pierwszej połowy VI w. n.e., gdyż wówczas, pod wpływem przemożnych wystąpień gorliwych chrześcijan, cesarz Justynian oficjalnie nakazał zamknięcie sanktuarium na wyspie File. Nastąpiło to w 526 r., mimo wcześniejszych oznak zaistnienia synkretyzmu z chrześcijaństwem, czego świadectwem było np. występowanie Jezusa i Abrahama obok Horusa i Izydy w magicznych tekstach demotycznych z pierwszych wieków n.e. Innym przejawem były znane jeszcze w okresie chrześcijaństwa magiczne formuły koptyjskie odwołujące się do mitu, w którym bogini wspomagała Horusa w jego miłosnych podbojach.

### Formy kultu

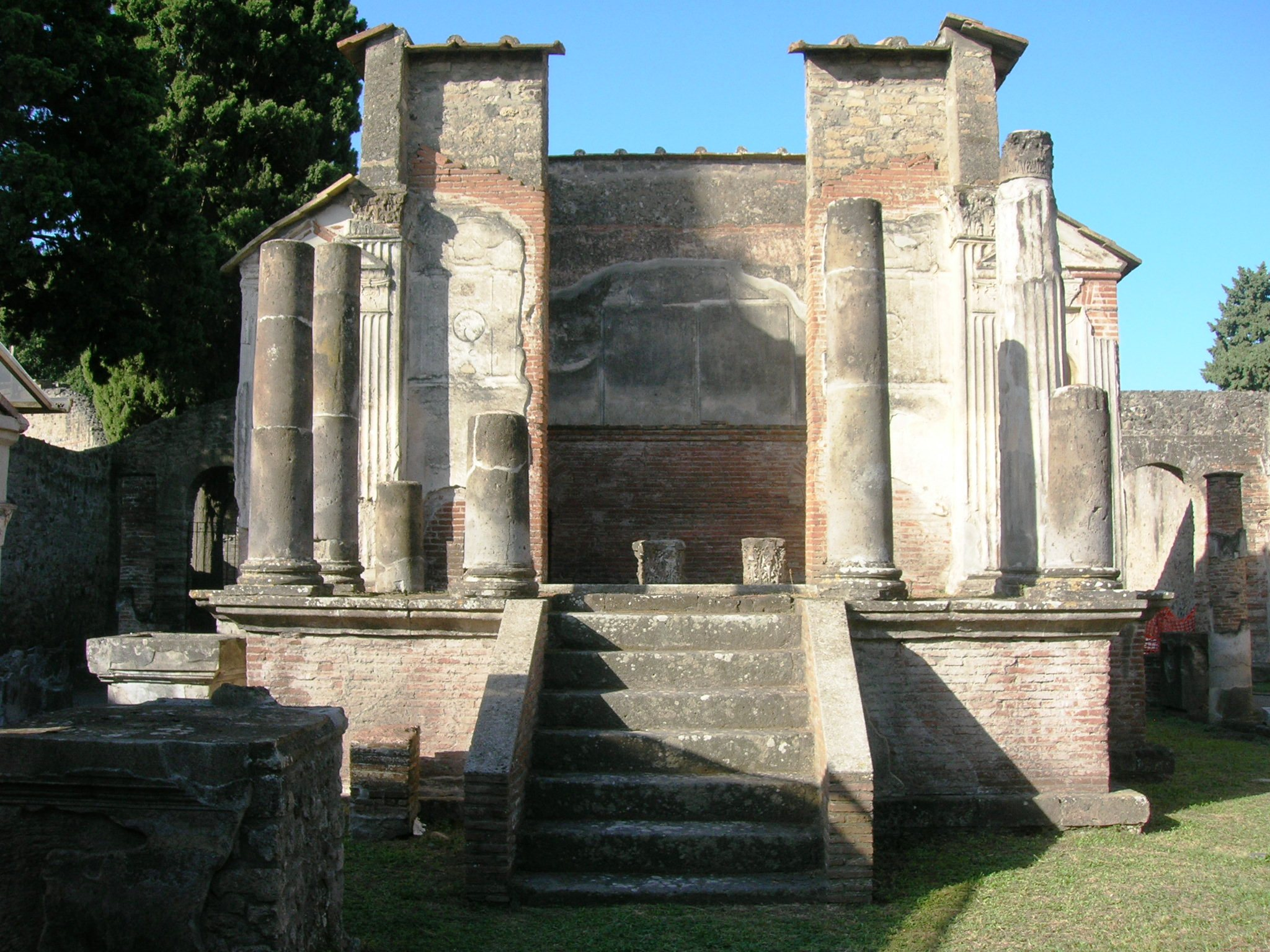
Pozostałości świątyni Izydy w Pompejach (pocz. I wieku p.n.e.)

Głównym świętem Izydy w Rzymie były jesienne Isia, odbywające się między 28 października a 4 listopada. Jego treścią był odtwarzany mit o Izydzie i Ozyrysie. W dniu 3 listopada miało miejsce radosne upamiętnienie ożywienia martwego Ozyrysa przez Izydę, zwane hilariami.
Kolegium sakralne składało się z dożywotnich duchownych, odzianych w olśniewająco białe szaty. Na ich czele stał najwyższy kapłan – propheta, czyli prorok. Wyznawcy bogini, tak mężczyźni, jak i kobiety, byli stowarzyszeni w różnych bractwach. Członkowie bractwa „pastoforów” w czasie religijnych procesji nosili kapliczki z posążkami bogini i z symbolami jej kultu. Bractwo „melanoforów” (czarne kolegium) ubierało się w czarne szaty. Także złotą figurkę krowy, jako wyobrażenie Izydy, przystrajano w czarną szatę jako symbol cierpienia bogini. Istniało też kolegium „hipostolów” i tak zwani „pausarii”, którzy się opiekowali ołtarzykami wystawianymi ku czci bogini. Charakterystycznym instrumentem obrzędowym było metalowe brzękadło (grzechotka) zwane sistrum.
Obok kultu publicznego pod koniec okresu hellenistycznego powstały misteria na cześć Izydy. Udział w obrzędach misteryjnych zastrzeżony był dla wtajemniczonych, miał charakter ezoteryczny, opierał się na wierze w zmartwychwstanie po śmierci (podobnie jak zmartwychwstał dzięki Izydzie Ozyrys).

## W literaturze i sztuce

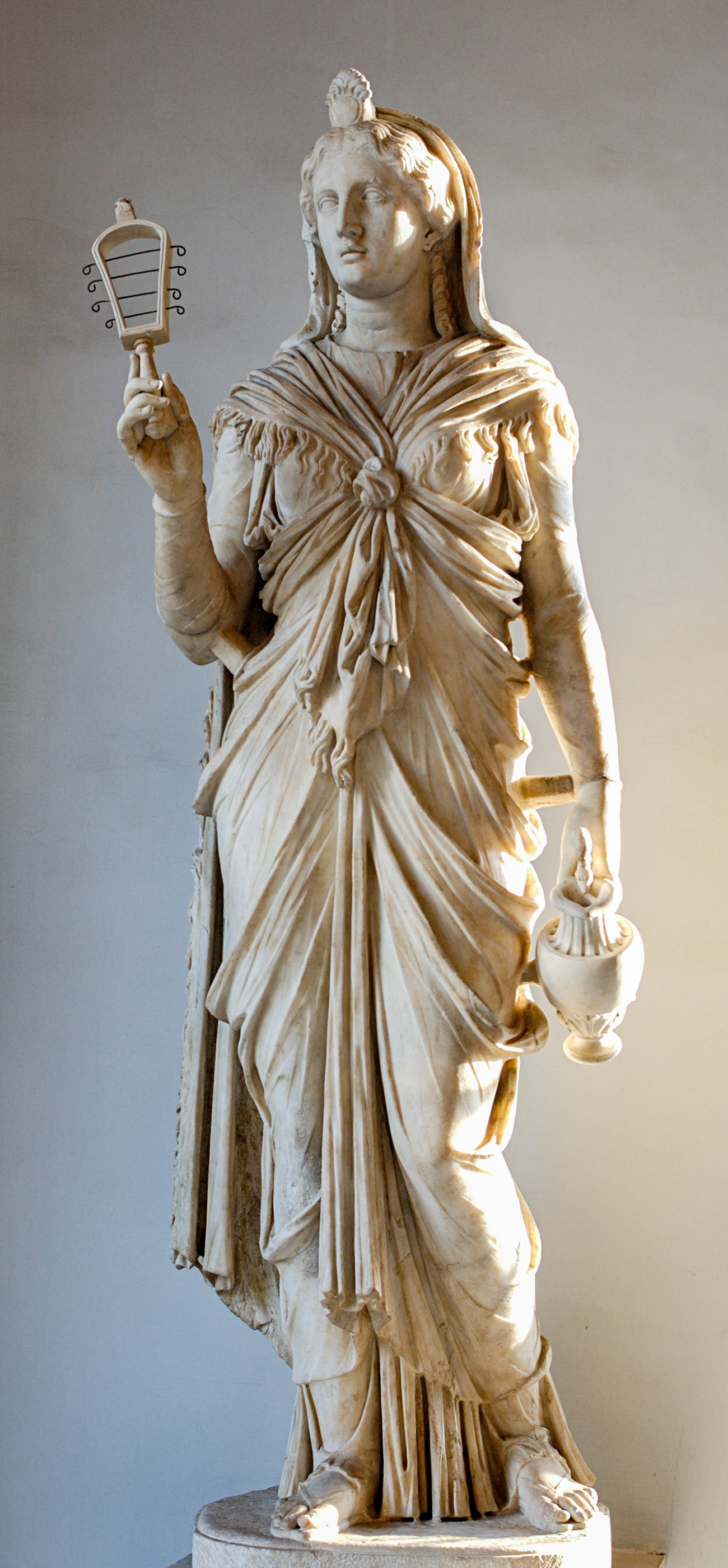
Naturalnej wielkości posąg bogini z rzymskiego sanktuarium (II wiek n.e.)

Z autorów antycznych o Izydzie pisali: Herodot, Tacyt w swych Dziejach (IV,83), Plutarch w traktacie De Iside et Osiride, Dionizjos z Halikarnasu i Józef Flawiusz. Wyjątkowo wiele miejsca poświęcił jej kultowi i obrzędom w jedenastej księdze swej powieści Metamorphoseon libri XI (pol. przekł. Metamorfozy albo złoty osioł) Apulejusz z Madaury, o którym sądzi się, iż sam był wtajemniczonym w misteria (mystą) i skorzystał w tym przypadku z własnej wiedzy i doświadczeń.
W sztuce Izyda była często przedstawiana w pozycji siedzącej z małym Horusem na kolanach lub przy piersi oraz jako kobieta z dyskiem słonecznym między krowimi rogami i berłem lub znakiem anch w dłoni. Jako Izyda Pelagia była wyobrażana z żaglem w ręku. Bogini poświęcona była róża, a korona z róż zwanych „świętymi różami abisyńskimi” stanowiła część wyposażenia zmarłych.
W czasach nowożytnych temat kultu Izydy literacko podjął Friedrich Schiller w balladzie Der verschleierte Bild zu Sais (1795). Swą pierwszą powieść poświęcił jej Auguste de Villiers de L’Isle-Adam (Isis, 1862). Do poświęconych jej wczesnych utworów muzycznych należy tragedia liryczna Isis (1677) Jean-Baptiste’a Lully’ego, a wśród dzieł wspominających Izydę i Ozyrysa istotne miejsce zajmuje śpiewogra (singspiel) Wolfganga Amadeusa Mozarta Czarodziejski flet (KV 620). W okresie międzywojennym poemat symfoniczny Isis skomponował (1923) George Enescu, francuski twórca rumuńskiego pochodzenia.